# Johannes van den Driesche
Johannes van den Driesche [ou Drusius ] (28 de junho de 1550 – Fevereiro de 1616) foi um teólogo protestante flamengo, distinguido especialmente como orientalista, hebraísta cristão e exegeta .

## Vida
Johannes Drusius nasceu em Oudenarde, no Flandres. Criado com o objetivo de servir à igreja, estudou grego e latim em Gante, e filosofia em Lovaina; mas seu pai, tendo sido proscrito por sua religião e privado de seus bens, retirou-se para a Inglaterra, para onde o filho o seguiu em 1567.Passou a estudar hebraico com Antoine Rodolphe Chevallier, com quem residiu por algum tempo em Cambridge. Em 1572, tornou-se professor de línguas orientais em Oxford.
Após a pacificação de Gante, em 1576, regressou com o pai ao seu país e foi nomeado professor de línguas orientais na Universidade de Leiden no ano seguinte. Em 1585, mudou-se para a Frísia e foi admitido como professor de hebraico na Universidade de Franeker, cargo que desempenhou com grande honra até sua morte. Adquiriu reputação de professor e suas aulas eram frequentadas por estudantes de todos os países protestantes da Europa.

## Obras

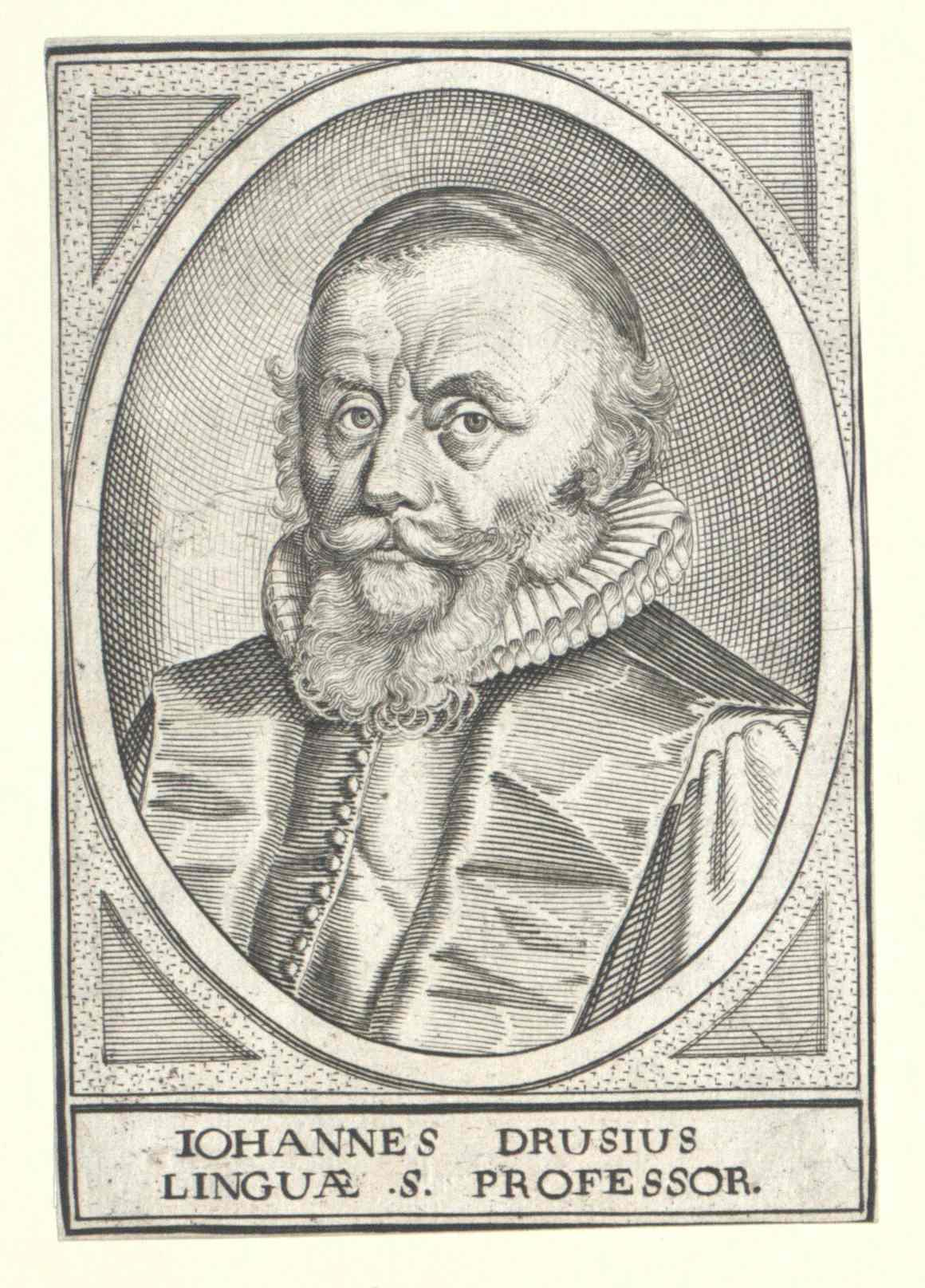
Johannes van den Driesche

Ele era instruído em hebraico e nas antiguidades judaicas; e em 1600 os Estados Gerais contrataram-no, com um salário de 400 florins por ano, para escrever notas sobre as passagens difíceis do Antigo Testamento; mas este trabalho só foi publicado depois de sua morte. Como era amigo de Jacó Armínio, foi acusado pelo partido Contra-Remonstrante de não executar sua tarefa corretamente, e os últimos dezesseis anos de sua vida foram, portanto, marcados por controvérsias.
Manteve extensa correspondência com estudiosos de diversos países; pois, além de cartas em hebraico, grego e outras línguas, foram encontrados entre seus artigos mais de 2.000 escritos em latim. Ele teve um filho, John, que morreu na Inglaterra aos 21 anos e foi considerado um prodígio de aprendizado. John havia dominado o hebraico aos nove anos de idade, e Joseph Scaliger disse dele que era um estudioso de hebraico melhor do que seu pai.
Escreveu um grande número de cartas em hebraico, além de notas sobre os Provérbios de Salomão e outras obras. Jean-Noël Paquot afirma que o número de obras impressas e tratados do velho Drusius é de quarenta e oito, e de não impressos, de mais de vinte. Dos primeiros, mais de dois terços foram inseridos na coleção intitulada Critici sacri, sive annotata doctissimorum virorum in Vetus et Novum Testamentum (Amsterdã, 1698, em 9 vols fólio, ou Londres, 1660, em 10 vols. fólio).
Entre as obras de Drúsio não encontradas nesta coleção podem ser mencionadas:
1. Alphabetum Hebraicum vetus (1584)
2. Tabulae in grammaticam Chaldaicam ad usum juventutis (1602)
3. Uma edição de Sulpício Severo (Franker, 1807)
4. Opuscula quae ad grammaticam spectant omnia (1609)
5. Lacrymae in obitum J. Scaligeri (1609)
6. Grammatica linguae sanctae nova (1612). [1]